# Đài tưởng niệm các anh hùng Ghetto

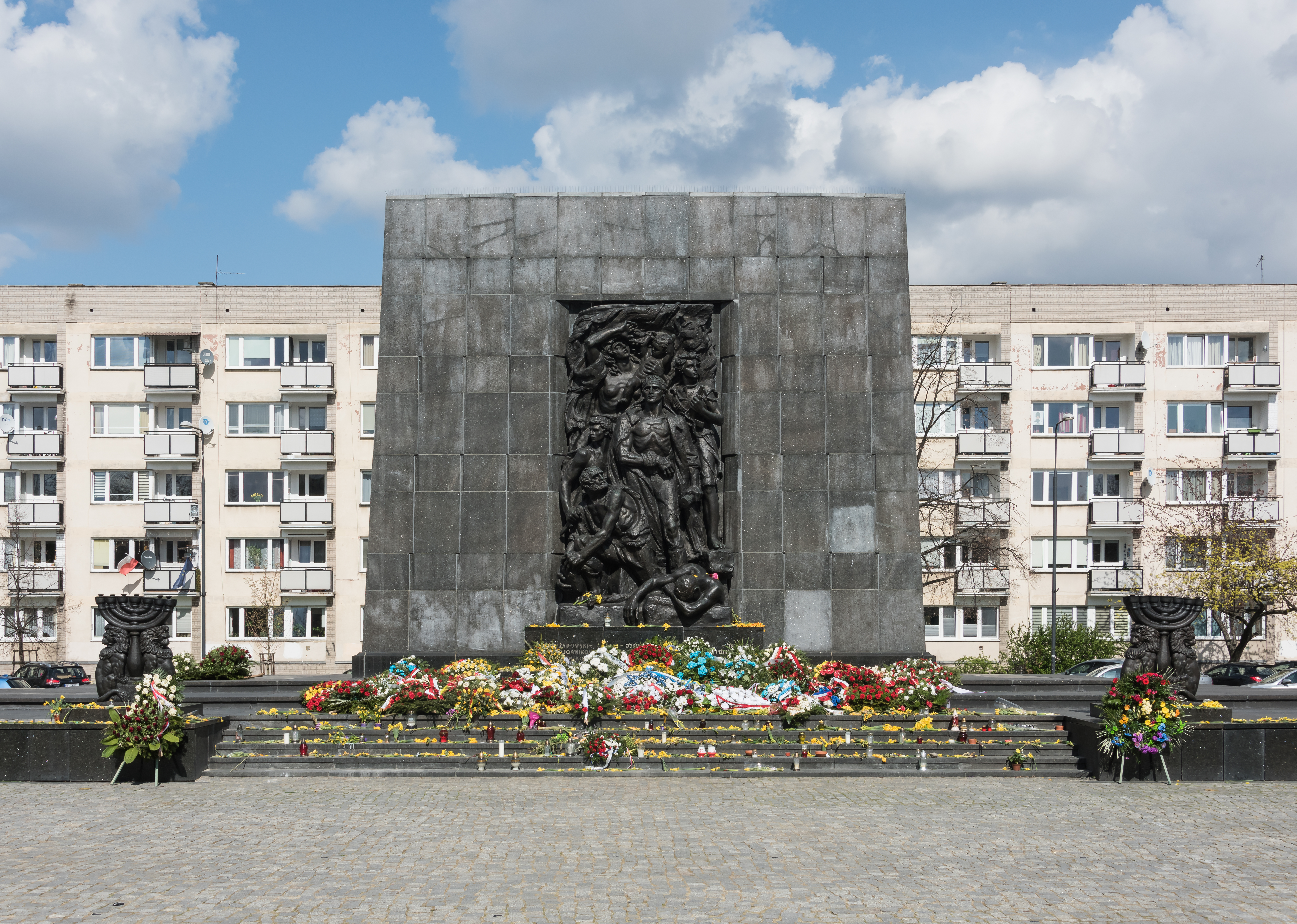
Đài tưởng niệm các anh hùng Ghetto - phía tây

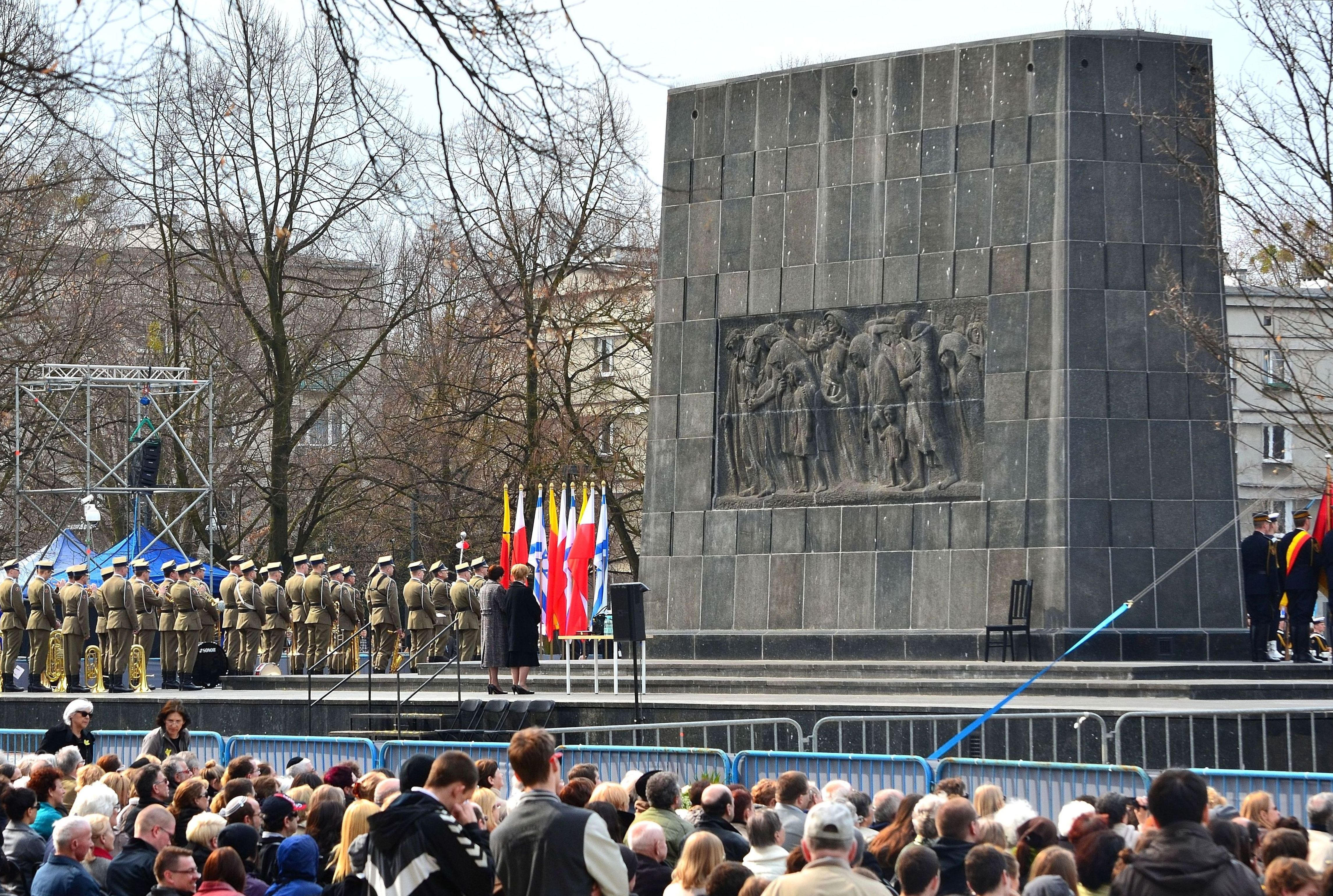
Đài tưởng niệm các anh hùng Ghetto - phía đông

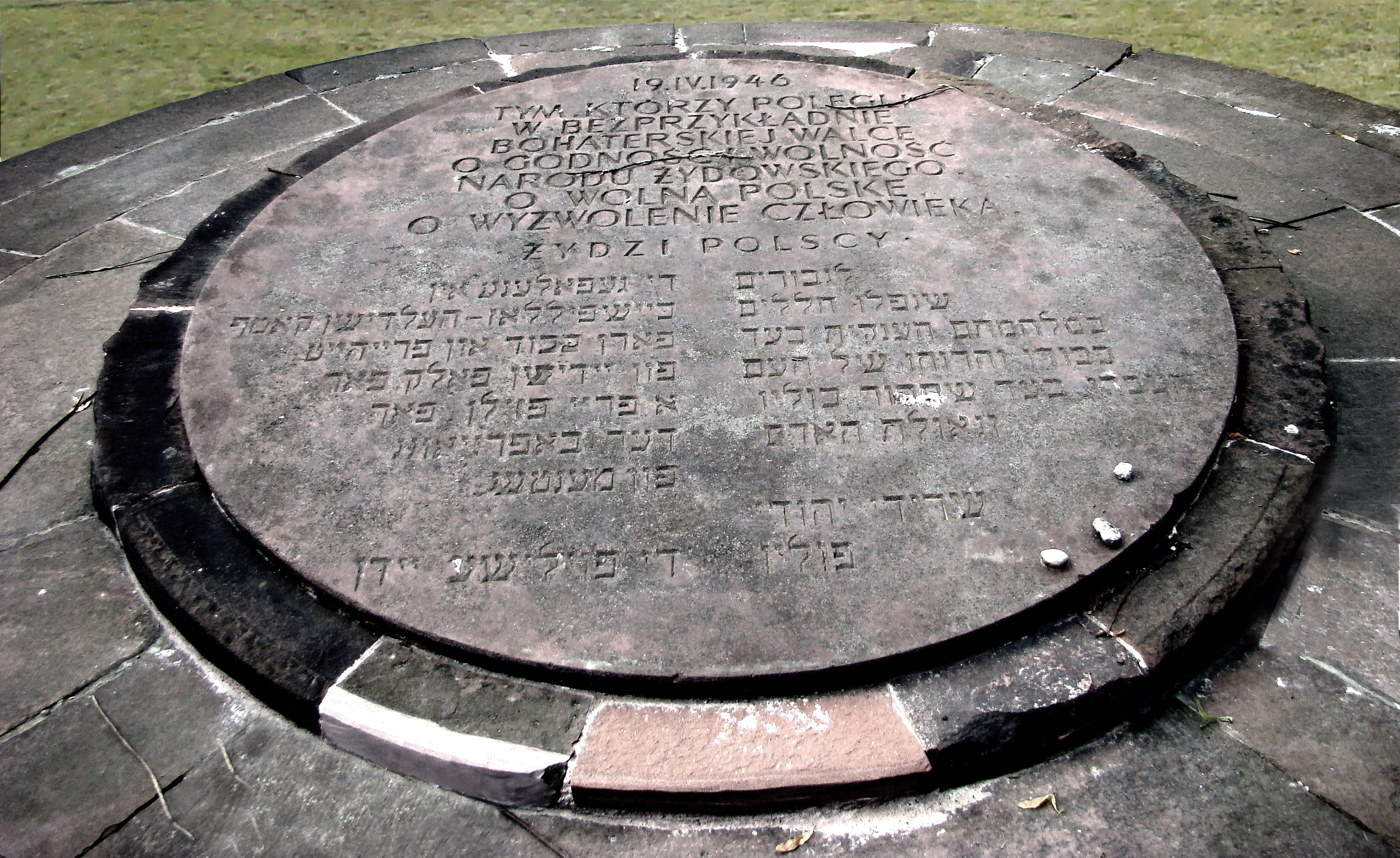
Bảng tưởng niệm năm 1946

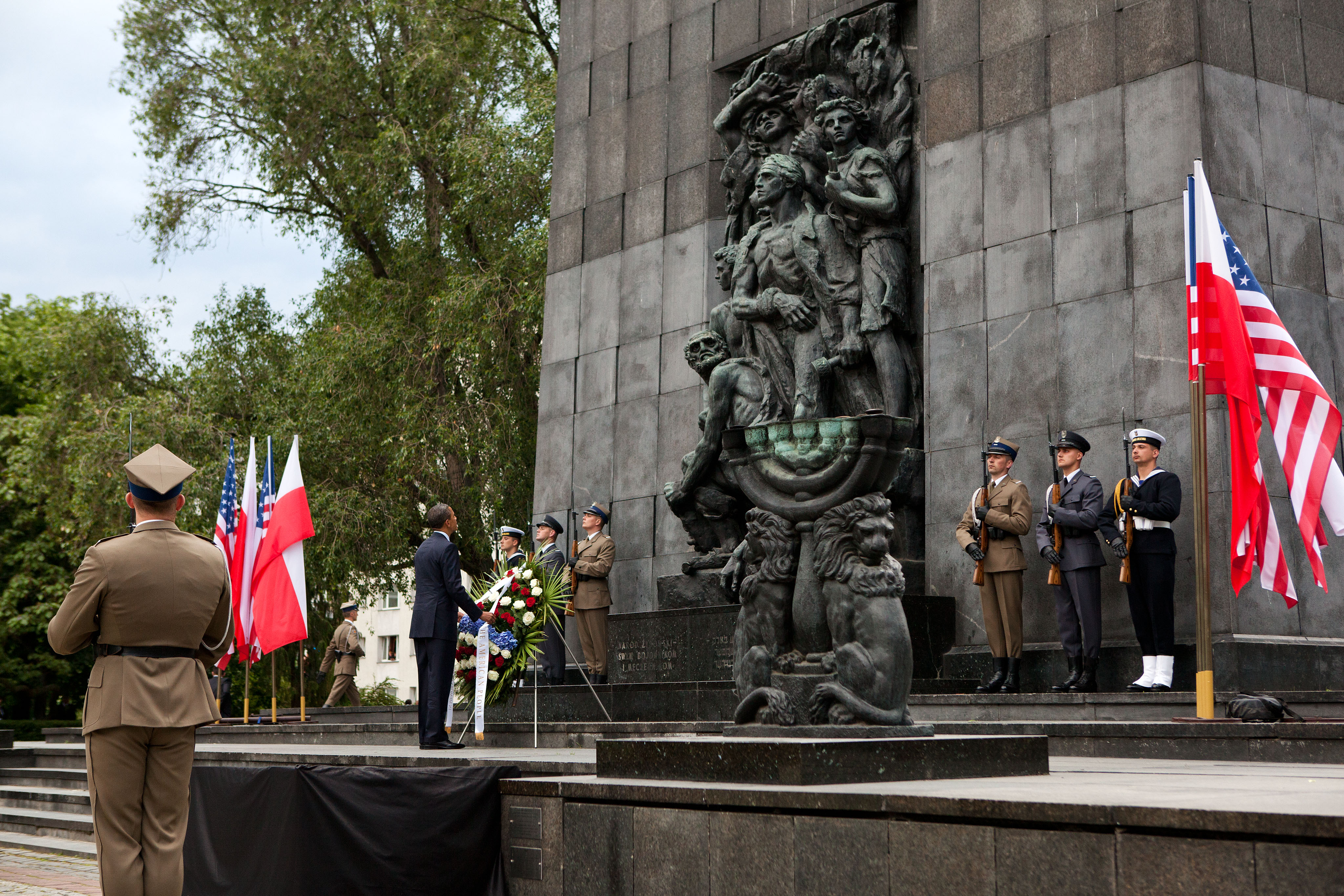
Tổng thống Barack Obama tại đài tưởng niệm trong chuyến thăm Ba Lan, ngày 27 tháng 5 năm 2011

Đài tưởng niệm các anh hùng Ghetto (tiếng Ba Lan: pomnik Bohaterów Getta) là một tượng đài ở Warsaw, Ba Lan, kỷ niệm cuộc nổi dậy Warsaw Ghetto năm 1943 trong Thế chiến thứ hai. Nó nằm ở khu vực trước đây là một phần của Warsaw Ghetto, tại nơi diễn ra cuộc đụng độ vũ trang đầu tiên của cuộc nổi dậy.
Tượng đài được xây dựng một phần bằng vật liệu của Đức Quốc xã ban đầu được đưa đến Warsaw vào năm 1942 bởi Albert Speer cho các công trình dự định của ông. Tượng đài đã chính thức được khánh thành vào tháng 4 năm 1948.

## Lịch sử
Tượng đài được xây dựng ở quảng trường giáp với đường Anielewicza, đường Karmelicka, đường Lewartowskiego và đường Zamenhofa. Từ tháng 8 năm 1942 cho đến khi kết thúc khu ổ chuột Warsaw, đây là địa điểm cuối cùng của Judenrat. Ngoài ra địa điểm này đã chứng kiến một số cuộc đụng độ giữa các đảng phái Do Thái Warsaw Ghetto và quân đội Đức và quân phụ trợ.
Quyết định xây dựng tượng đài cho đảng phái Ghetto được đưa ra sớm nhất là vào năm 1944, bởi Ủy ban Trung ương của người Do Thái Ba Lan ở Lublin. Tượng đài được thiết kế bởi Leon Suzin. Phần đầu tiên của di tích, một máy tính bảng tưởng niệm nhỏ, được công bố vào ngày 16 tháng 4 năm 1946; các mảng bám có dạng hình tròn, với lá cọ, chữ Hê-bơ-rơ "B" ב, tiếng Ba Lan và Yiddish có nghĩa là: "Dành cho những người rơi vào một cuộc đấu tranh chưa từng có và cho những anh hùng vì phẩm giá và tự do của người Do Thái, vì một Ba Lan tự do và giải phóng nhân loại. Người Do Thái Ba Lan". Nó cũng đã được quyết định xây dựng một tượng đài lớn hơn trong tương lai
Tượng đài mới, lớn hơn, được điêu khắc bởi Nathan Rapoport (người làm việc dưới sự giám sát của Suzin), đã được khánh thành vào ngày 19 tháng 4 năm 1948. Tượng đài cao 11 mét (36 ft). Như Rapoport tự giải thích, "bức tường" của tượng đài được thiết kế để gợi lên không chỉ các bức tường Ghetto, mà cả Bức tường phía Tây (Kotel) ở Jerusalem. Do đó, những viên đá lớn sẽ "đóng khung ký ức về các sự kiện ở Warsaw trong hình tượng tượng trưng của địa điểm linh thiêng nhất của Do Thái giáo ". Phần phía tây của tượng đài cho thấy điêu khắc bằng đồng - đàn ông, phụ nữ và trẻ em nổi dậy, được trang bị súng và cocktail Molotov. Các nhân vật đứng ở trung tâm của phù điêu này là của Mordechai Anielewicz (1919 - 8 tháng năm 1943) là người lãnh đạo của Żydowska Organizacja Bojowa tiếng Anh: Jewish Combat Organization), còn được gọi là ŻOB, trong cuộc nổi dậy. [Lưu ý 1]
Phần phía đông của tượng đài cho thấy cuộc đàn áp người Do Thái dưới bàn tay của những kẻ áp bức Đức Quốc xã. Tượng đài có một dấu hiệu ba ngôn ngữ: "Quốc gia Do Thái cho các chiến binh và liệt sĩ của nó". Labradorite được sử dụng trong các phần của di tích xuất phát từ nguồn cung cấp từ Đức, được đặt hàng bởi Albert Speer vào năm 1942 cho các di tích của Đức Quốc xã theo kế hoạch.

## Sự kiện sau lễ kỷ niệm
Cử chỉ ra hiệu Warschauer Kniefall của Willy Brandt đã diễn ra tại tượng đài năm 1970.
Bảo tàng Lịch sử của người Do Thái Ba Lan nằm đối diện tượng đài đã được khai trương vào tháng 4 năm 2013.

### Trích dẫn
1. 1 2 3  "The First Warsaw Ghetto Heroes Monument (Anielewicza St./ Zamenhofa St.)". Virtual Shtetl. Museum of the History of Polish Jews. sztetl.org.pl. Truy cập 2018-02-21.
2. 1 2 3 4 5 6 7 8 9  Anna Szczepan-Wojnarowska. "Pomnik Bohaterów Getta przy ul. Zamenhofa - Miejsca martyrologii - Zabytki - Warszawa - Wirtualny Sztetl". Sztetl.org.pl. Truy cập 2012-12-08.
3. ↑  Barbara Engelking; Jacek Leociak (2009), The Warsaw Ghetto: A Guide to the Perished City, Yale University Press, ISBN 9780300112344
4. ↑  James E. Young: The Texture of Memory, Yale 1993, p. 171
5. ↑  Heinrich August Winkler (2007). Germany: the long road west. Vol. 2, 1933-1990. Oxford University Press. pp. 264–. ISBN 978-0-19-926598-5. Truy cập 8 December 2012.
6. Zertal, Idith (2005). Israel's Holocaust and the Politics of Nationhood. Cambridge University Press. tr. 27. ISBN 978-0-521-85096-4.